# ماري باربر
ماري باربر (من 3 أبريل 1911 إلى 11 سبتمبر 1965)، طبيبة تشريح مرضي واختصاصية في علم الجراثيم، وكان مجال دراستها عن الجراثيم المقاومة للمضادات الحيوية، وكانت أحد الرواد في هذا المجال، إذ وثّقت ظاهرة مقاومة البنسلين منذ وقت باكر.

## حياتها
ولدت ماري باربر في 3 أبريل عام 1911 في ديربي، كانت والدتها إثيل هاولت، ووالدها الطبيب هيو باربر، وكان للزوجين ابنتان ولدتا قبل ماري،وكانت هي الابنة الوحيدة التي درست الطب، فقد كانت طبيبة من الجيل الخامس،  تلقت باربر دراستها في البداية في مدرسة أليس أوتلي في وورستر، عاشت معظم حياتها في شقة في لندن، ولم تتزوج قط، وتوفيت في 11 سبتمبر عام 1965، عن عمر يناهز 54 سنة، إذ إنها قُتلت مع رفيقتها في حادث سيارة أثناء توجهها إلى اجتماع لحملة نزع السلاح النووي.
امتلكت خلال حياتها معتقدات سياسية ودينية قوية، فقد كانت ليبرالية حازمة ومتدينة، وكانت معروفة بمظهرها المميز بما في ذلك النظارات وبدون مستحضرات تجميل، وتسريحة الشعر المنسدل، والملابس النفعية، وتضمنت هواياتها ركوب الزوارق.

## المهنة العلمية
تلقت تعليمها في مدرسة لندن الطبية للنساء، وحصلت على شهادتها المشتركة من المدرسة والمستشفى الملكي المجاني في عام 1934 وحصلت على شهادة البكالوريوس بعد ذلك بعامين، خلال دراستها الطب شغلت باربر العديد من المناصب الأكاديمية المختلفة، فقد كانت من عام 1936 إلى 1937 مساعدة مقيمة في وحدة التشريح المرضي في المستشفى الملكي المجاني، وفي العام التالي حصلت على لقبA. M. Bird Scholar in Pathology  في علم الأمراض، وفي عام 1938 انتقلت إلى مختبر مجموعة أركواي حيث كانت أخصائية مساعدة في علم الأمراض حتى عام 1939، وفي تلك السنة شغلت نفس المنصب في مستشفى هيل إند وسيتي هوسبيتالز بمدينة إس تي ألبانس.
بعد أن حصلت على درجة الدكتوراه في الطب عام 1940 أصبحت باربر محاضرة في علم الجراثيم ومساعدة في علم الأمراض في الكلية الطبية للدراسات العليا البريطانية ومستشفى هامر سميث، وشغلت هذه المناصب حتى عام 1948، ومن عام 1948 حتى 1958 كانت قارئة (مرتبة أكاديمية لمدرسي الجامعات) في علم الجراثيم في مستشفى سانت توماس، وفي عام 1958 عادت إلى كلية الطب البريطانية للدراسات العليا لتكون قارئة في علم الجراثيم السريرية، وفي عام 1963 أصبحت أستاذة، وشغلت هذا المنصب حتى عام 1965.
ركزت أبحاث ماري باربر على جراثيم المكورات العنقودية، وعلى جوانب مختلفة من المضادات الحيوية وخاصة حالة تطور الجراثيم المقاومة للبنسلين.
نشرت أول ورقة علمية لها في عام 1937، وكانت تتعلق بالتهاب السحايا الناتج عن جراثيم الليستريا، وفي عام 1947 نشرت أكثر أعمالها شهرة، وقد كانت حول مقاومة جراثيم المكورات العنقودية للبنسلين، فقد أثبتت أن الجراثيم أصبحت أكثر مقاومة مع مرور الوقت عبر استخدام تقنية جديدة في التنميط العاثوي، ووجدت أن السبب في ذلك حدوث طفرة في الحمض النووي للجراثيم جعلتها قادرة على إنتاج إنزيم يحطّم البنسلين، ما أدى إلى الانتشار السريع للسلالة المقاومة للمضادات الحيوية في جميع أنحاء المستشفى.
تحول تركيزها بين عامي 1948 و1958 إلى عدوى المكورات العنقودية المنتشرة في المستشفيات، والتي وجدت أنها ناتجة عن الجراثيم المقاومة للبنسلين، وبعد فترة وجيزة أصبحت الممرضات حاملات للجراثيم في الغشاء المخاطي الأنفي (لا تظهر عليهن علامات العدوى لكن يمكنهن نقلها)، وبعد عودتها إلى الكلية الطبية البريطانية للدراسات العليا BPMS في عام 1958، توسعت في هذا المجال، وبينت وجود حاجة هامة للحد من استخدام المضادات الحيوية، والجمع بين الأدوية لتحقيق أقصى قدر من التأثير والحد الأدنى من زيادة حدوث المقاومات للمضادات، أجريت هذه الدراسات في مستشفى سانت توماس.
أدى اتباع السياسات التي حفّزت عليها نتائج عمل ماري باربر إلى انخفاض المقاومة للمضادات الحيوية بشكل واضح في المستشفى، وبعد منشوراتها الناجحة تعاقد مجلس البحوث الطبية مع باربر لدراسة البنسلين شبه الصناعي، والسيفالوسبورين، والفوسيدين، واللينكومايسين، والبريستينامايسين.
نشرت ماري باربر في عام 1963 كتاب المضادات الحيوية والعلاج الكيميائي مع أل بي غارود، وهو عمل موسوعي حول الخصائص والاستخدامات الطبية لمختلف المضادات الحيوية، وفي نفس العام عُينت ماري باربر أستاذًا، وفي عام 1965 انتُخبت للكلية الملكية للأطباء.
عُرفت ماري باربر طوال حياتها المهنية بأنها عالمة ذكية وذات ضمير حي.